# Carmen Yulín Cruz Soto

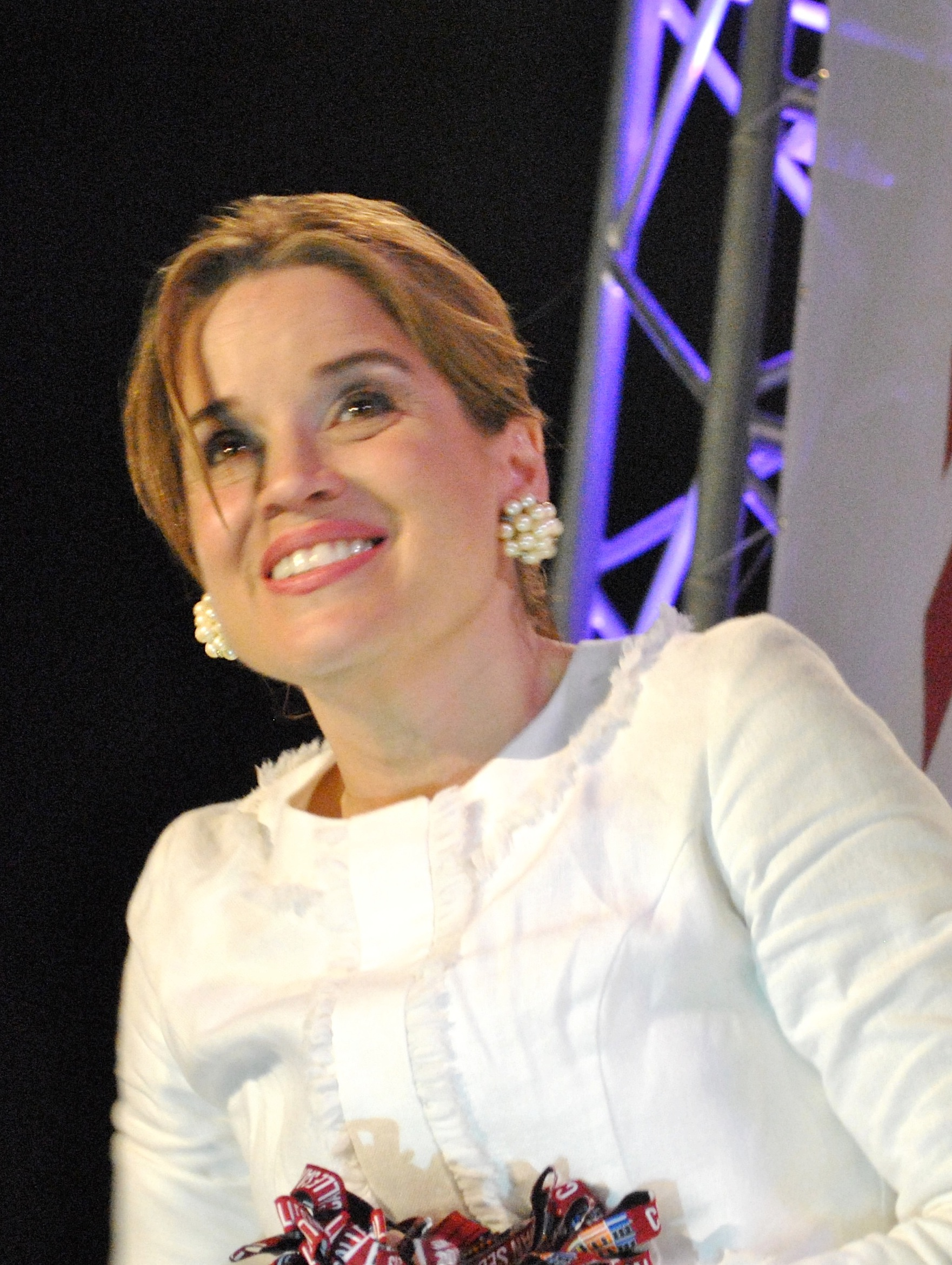
Carmen Yulín Cruz 2013 bei ihrer Vereidigung als Bürgermeisterin

Carmen Yulín Cruz Soto (* 25. Februar 1963 in San Juan) ist eine puerto-ricanische Politikerin und seit 2013 Bürgermeisterin von San Juan.
Carmen Yulín Cruz Soto wuchs im Distrikt Río Piedras von San Juan auf. Nach der Schule machte sie den Bachelor an der Boston University und besuchte dann die Carnegie Mellon University, wo sie ein Masterstudium in Public Policy mit einem Schwerpunkt auf Management und Human Resources abschloss.
Beruflich arbeitete sie in den Personalabteilungen sowohl von privaten Unternehmen wie Colgate-Palmolive, Banco Popular de Puerto Rico und Scotiabank, als auch des US-Finanzministeriums. 1992 kehrte sie nach Puerto Rico zurück und wurde Mitarbeiterin der damaligen Bürgermeisterin von San Juan Sila María Calderón. 2001 wurde sie Mitarbeiterin des damaligen Präsidenten des Repräsentantenhauses Carlos Vizcarrondo.
Carmen Yulín Cruz Soto ist Parteimitglied der Partido Popular Democrático und engagierte sich in der Partei für politische Bildung und in der Frauenorganisation der Partei Organización de las Mujeres Populares.
2008 wurde sie in das Repräsentantenhaus von Puerto Rico gewählt und war dort von 1. Januar 2009 bis 2. Januar 2013 Abgeordnete, Im Jahr 2012 kandidierte sie erfolgreich für das Bürgermeisteramt von San Juan, 2016 wurde sie wiedergewählt.
International bekannt wurde sie, als sie nach dem verheerenden Hurrikan Maria 2017 die in ihren Augen unzureichende und zu langsame Hilfe der Kabinetts Trump medienwirksam kritisierte.
Carmen Yulín Cruz Soto kündigte an, 2020 für das Amt des Gouverneurs von Puerto Rico kandidieren zu wollen. Sie unterlag jedoch bei der Vorwahl der Partido Popular Democrático im August 2020 gegen den Bürgermeister von Isabela Carlos Delgado Altieri.

## Belege
1. ↑  Con “las botas puestas” Carmen Yulín Cruz. In: primerahora.com. 5. Juli 2011, abgerufen am 7. August 2019 (spanisch).
2. ↑  Hon. Carmen Y. Cruz Soto. In: camaraderepresentantes.org. 2010, archiviert vom Original (nicht mehr online verfügbar) am 11. Januar 2012; abgerufen am 7. August 2019 (spanisch).
3. ↑  Who is San Juan Mayor Carmen Yulín Cruz Soto? In: cnn.com. 1. Oktober 2017, abgerufen am 7. August 2019 (englisch).
4. ↑  Marian Blasberg, Carmen Yulín Cruz aus Puerto Rico Die Frau, die Donald Trump herausforderte, in: Der Spiegel, 17. Dezember 2917, Online verfügbar
5. ↑  Lauren Gambino: Carmen Yulín Cruz, six months after Hurricane Maria: 'I did what had to be done'. In: theguardian.com. 21. März 2018, abgerufen am 7. August 2019 (englisch).
6. ↑  Adrian Florido: Puerto Rico's Governor Loses Primary Bid For Full Term. In: npr.org. 16. August 2020, abgerufen am 20. August 2020 (englisch).

| Personendaten    | Personendaten                 |
| ---------------- | ----------------------------- |
| NAME             | Cruz Soto, Carmen Yulín       |
| KURZBESCHREIBUNG | puerto-ricanische Politikerin |
| GEBURTSDATUM     | 25. Februar 1963              |
| GEBURTSORT       | San Juan, Puerto Rico         |